# Elassochirus
Elassochirus is een geslacht van kreeftachtigen uit de klasse van de Malacostraca (hogere kreeftachtigen).

## Soorten
- Elassochirus cavimanus (Miers, 1879)
- Elassochirus gilli (Benedict, 1892)
- Elassochirus tenuimanus (Dana, 1851)